# عمر القراي
عمر أحمد القراي، من مواليد مدينة عطبرة شمال السودان، والكاتب الصحافي، عمل كأستاذ مشارك في جامعة الأحفاد للبنات وكان يدرس طالبات الماجستير في معهد دراسات المرأة والنوع، كما عمل في منظمات عالمية وتعاون مع مراكز دراسات وبحوث ومنظمات نسوية داخل وخارج السودان، يعمل الآن مستشار خاص في مجال التعليم والمرأة وحقوق الإنسان. واستقال مؤخراً من وظيفته كمدير مركز المناهج وسط احتجاجات شعبية علي سوء مخرجات المركز. يتبع القراي للحزب الجمهوري.

## إدارة المناهج
جاء اختيار القراي لأكثر منصب حساس في العملية التعليمية بعد 30 عاماً من حكم نظام الإنقاذ وإيدلوجية الإسلام السياسي، وهو إدارة المركز القومي للمناهج، في حكومة عبد الله حمدوك ضمن مجلس الوزراء الانتقالي، باعتباره متخصصاً في التربية وأسسها، وقد برز نشاطه منذ أن كان طالباً بكلية الدراسات الاقتصادية والاجتماعية، جامعة الخرطوم التي تخرج منها في عام 1977، في أركان النقاش التي أسستها الحركة في نهاية ستينيات القرن الماضي.

## محطات في حياته
- درس في جامعات الخليج، وآخر جامعة عمل بها جامعة ظفار كلية الآداب والعلوم التطبيقية التي عمل بها منذ سبتمبر 2017 إلى أغسطس 2019 وعمل محاضراً بكلية الاتصال شعبة السوسيولوجي بجامعة عجمان للعلوم والتكنلوجيا من 2013 إلى 2017م.
- عمل محاضراً بالجامعة الامريكية في الإمارات منذ يناير 2012 إلى يوليو 2012، وعمل في الفترة من 2009 إلى 2012 استشاري لشركة تعمل في مجال تقنية المعلومات ومستشاراً لمنظمات المجتمع المدني بالسودان.
- درس اللغة العربية في (ديفنس لاقوتش انستيوت) مونتري- الولايات المتحدة في الفترة من 2002-2005، ودرس في الفترة من 200-2002 نظريات التعليم، والأسس الاجتماعية للتعليم بجامعة أوهايو.
- دّرس اللغة العربية للطلاب بجامعة أوهايو في الفترة من 1998-1999.
- عمل باحثاً في شعبة السوسيولوجي بجامعة منسوتا في الفترة من 1996-1997.
- عمل باحثاً بمركز القاهرة لدراسات حقوق الإنسان في الفترة من 1994-1996.
- عمل أستاذ بالمعهد التقني العالي مصراتة- ليبيا من 1991-1994.
- عمل موظفاً ببنك الادخار مدني من 1986-1991.
- موظفاً بوزارة المالية والتخطيط الاقتصادي.[5]
- عمل مديراً للمركز القومي للمناهج بعد ثورة ديسمبر وقدم إستقالته بتاريخ 7/1/2021

## الحياة العلمية
- كان عنوان رسالته للدكتوراه «مشاكل وآفاق تعليم حقوق الإنسان في العالم العربي الإسلامي- مصر حالة دراسة» وحصل عليها عام 2000م[6]

- تخرج من جامعة الخرطوم في الاقتصاد والاجتماع.
- حصل على درجة الماجستير في الاقتصاد الزراعي من جامعة الخرطوم.
- حصل على ماجستير آخر في الدراسات الدولية من جامعة أوهايو بالولايات المتحدة.
- حصل على درجة الدكتوراه من جامعة أوهايو في التربية - تخصص علم المناهج.[7]